# Canjáyar
Canjáyar est une ville d’Espagne, dans la province d'Almería, communauté autonome d’Andalousie.

## Géographie

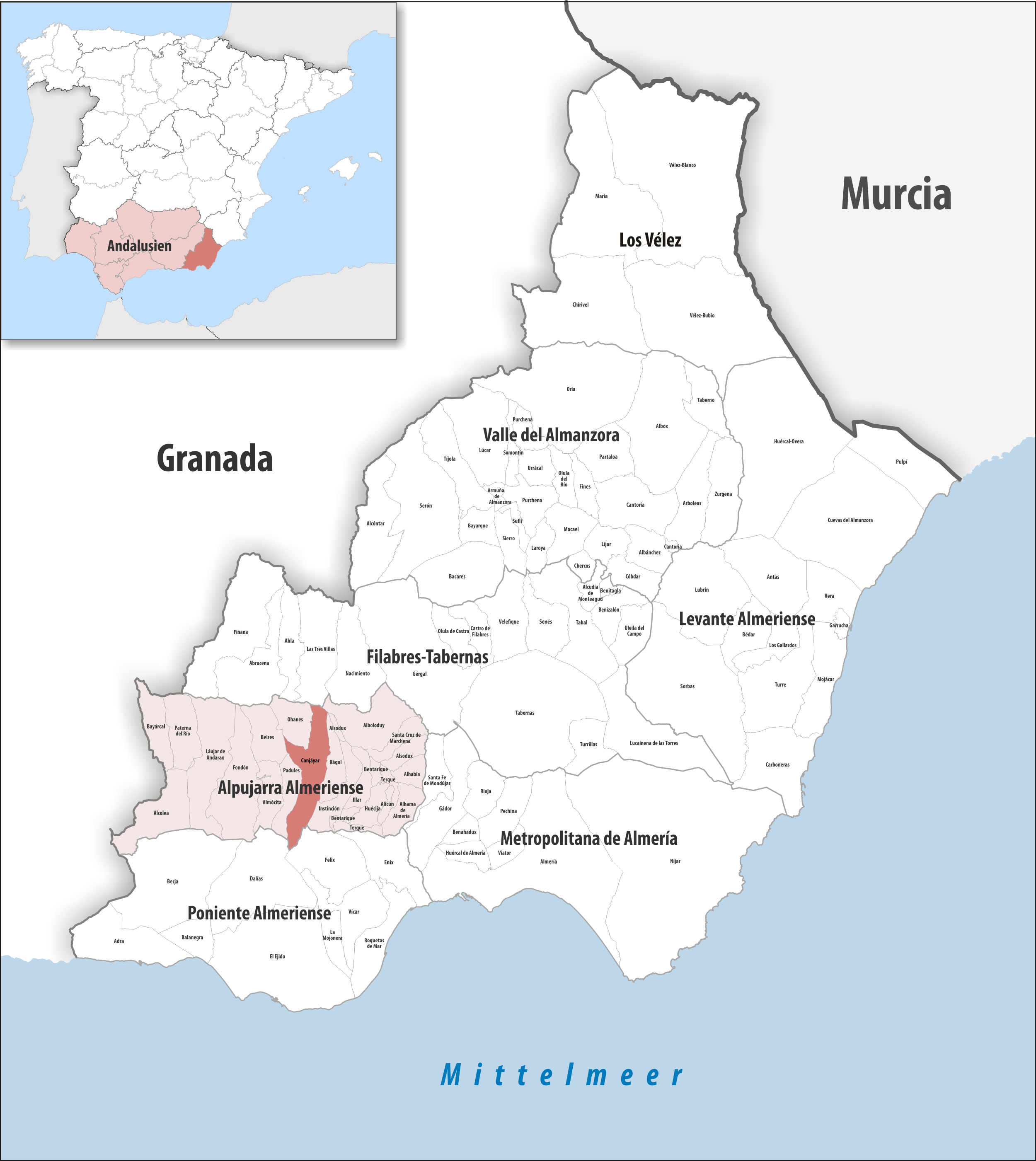
Canjáyar dans la comarque Alpujarra almeriense, province d'Almería / en Andalousie

### Localisation
La commune de Canjáyar se trouve au sud-sud-est de l'Espagne, dans le sud de la province d'Almería et vers le centre de la comarque Alpujarra almeriense dont elle touche les limites nord et sud.
Almería est à 42 km sud-est ;
Madrid à 510 km nord ;
Malaga à 196 km ouest ;
Gibraltar à 343 km ouest-sud-ouest (distances par route).
Canjáyar fait partie de l'Alpujarra, petite région entre la sierra Nevada au nord et la mer Méditerranée au sud, limitée à l'ouest par la sierra de Lujar (es) et à l'est par la sierra de Gádor.

### Hydrographie
Le fleuve Andarax traverse la commune d'ouest en est. Il y reçoit en rive gauche (au nord) le barranco de Bolinieva puis le petit Chico et un autre ruisseau saisonnier.

### Généralités
L'altitude la plus élevée sur la commune est au Cerro del Albaricoque dans le sud près de la limite de commune avec Felix, à 1 665 m d'altitude. Un peu plus bas, un autre sommet est signalé qui atteint 1 673 m mais il semble qu'il soit – de peu – sur la commune de Felix, dans la sierra de Gádor.

## Histoire
Les premières traces du passé de Canjáyar que l'on ait retrouvées à ce jour datent de l'âge du cuivre. Il n'y a eu, jusqu'aujourd'hui, aucune fouille archéologique systématique; nous ne disposons par conséquent que de peu d'informations sur les origines préhistoriques et antiques de la ville de Canjáyar.
Il faut attendre l'époque d'Al-Andalus pour trouver les premières mentions de la ville dans les archives. Le géographe Al-Udri, originaire de Dalías, évoque le « yuz de Qansayar », le yuz étant un district politico-administratif de l'Alpujarra. Son hisn ou château devait se trouver sur l'emplacement de l'actuel ermitage de San Blas. Au XIVe siècle et sous la dynastie nasride, il fit partie de la taha ou contrée, de Lúchar. Madoz, au milieu du XIXe siècle, évoque l'originalité de son système de canaux d'irrigation pour les cultures.
Avant la révolte mauresque (1568-1570), la taha de Canjáyar comptait 690 habitants musulmans et 20 chrétiens. Après la dispersion des mauresque des régions rebelles vers d'autres parties de Castille et Andalousie, le village est repeuplé en 1574 par 72 habitants.
En 1788 une fabrique nationale de plomb est créée à Alcora. Au XIXe siècle débute la culture du raisin d'Ohanes, ce qui favorise un important développement.
Du fait des crises continuelles du début du XXe siècle, le marché américain ferme totalement ses portes pour l'importation du raisin d'Ohanes. La crise qui en découle dure jusqu'à aujourd'hui. L'agriculture diversifie les cultures et remplace la vigne par d'autres cultures et notamment par celle de l'olivier qui connaît depuis quelques années un essor notable.

## Économie
Vin de pays Ribera del Andarax
La commune fait partie de la zone couverte par l'appellation « vin de pays » (es) (Vino de la Tierra) Ribera del Andarax (es),
une indication géographique réglementée en 2003. 21 communes en font partie, toutes dans la province d'Almería : 
Alboloduy, 
Alhabia, 
Alhama de Almería, 
Alicún, 
Almócita, 
Alsodux, 
Beires,
Bentarique, 
Canjáyar, 
Enix, 
Felix, 
Gérgal, 
Huécija,
Illar, 
Instinción, 
Nacimiento, 
Ohanes, 
Padules,
Rágol, 
Santa Cruz de Marchena,
Terque.

## Monuments remarquables
- Le château El Castillejo, classé monument historique
- L'église de la Santa Cruz
- La chapelle de San Blas
- La fabrique d'Alcora

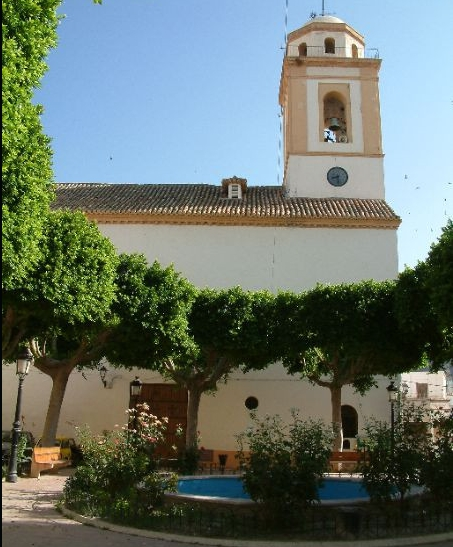
Église de la Santa-Cruz
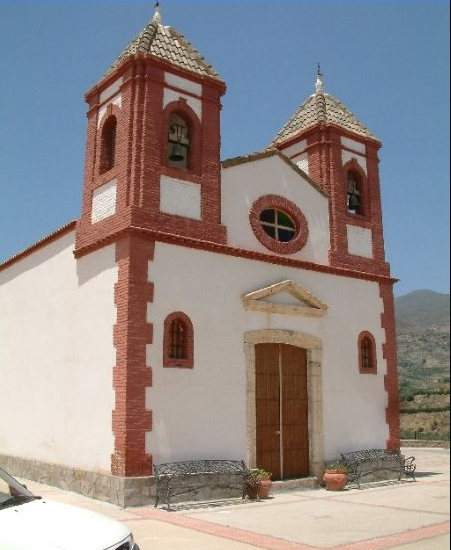
Chapelle San Blas
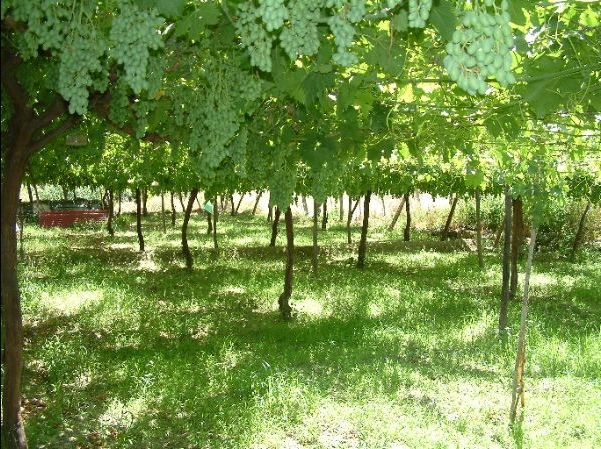
Treilles